# Alloclubionoides amurensis
Alloclubionoides amurensis är en spindelart som först beskrevs av S. V. Ovtchinnikov 1999.  Alloclubionoides amurensis ingår i släktet Alloclubionoides och familjen mörkerspindlar. Inga underarter finns listade i Catalogue of Life.